# Plana Llebrera
La Plana Llebrera és una plana de muntanya del terme municipal de Tremp, dins de l'antic terme ribagorçà d'Espluga de Serra, al Pallars Jussà.
Està situada a la riba esquerra del barranc de Miralles, en el vessant septentrional de la serreta on es troba el poble de la Torre de Tamúrcia, al nord-oest del qual es troba. És al nord-est de lo Tossal, a llevant de l'Obaga de Miralles i a ponent de les Mosqueres.